# Cefalosporine

L'acido 7-aminocefalosporanico, nucleo delle cefalosporine.

Le cefalosporine sono una classe di antibiotici beta-lattamici battericidi ad ampio spettro, scoperti nel 1945 dall'igienista Giuseppe Brotzu dell'Università degli Studi di Cagliari assieme all'allievo Antonio Spanedda. In origine, le cefalosporine furono ottenute da colture del fungo Cephalosporium acremonium.
Il meccanismo d'azione è identico a quello delle penicilline, alle quali le cefalosporine sono simili anche per struttura chimica e per la potenziale tossicità. Tutti questi farmaci, infatti, agiscono bloccando la sintesi della parete batterica.

## Struttura
Il nucleo delle cefalosporine, l'acido 7-aminocefalosporanico (7-ACA), è un composto beta-lattamico molto simile all'acido 6 amino-penicillanico (6-APA), caratteristico delle penicilline. Per tale motivo penicilline e cefalosporine sono accomunate sotto il nome di antibiotici beta-lattamici o beta-lattamine. Il gruppo beta-lattamico inibisce la crescita dei batteri, ostacolando la sintesi del peptidoglicano, un componente fondamentale della parete batterica. L'altro componente che caratterizza le cefalosporine è il nucleo diidrotiazinico, che le differenzia dalle penicilline. Sia all'anello beta-lattamico che a quello diidrotiazinico sono legate delle catene laterali, la modifica delle quali consente di ottenere un gran numero di derivati cefemici.

Schema che illustra la struttura della parete batterica.In alto la parete dei Gram-positivi:
1. membrana citoplasmatica
2. peptidoglicano
3. fosfolipide
4. proteina
5. acido lipoteicoico.
In basso la parete cellulare dei Gram-negativi:
1. membrana interna
2. spazio periplasmatico
3. membrana esterna
4. fosfolipide
5. peptidoglicano
6. lipoproteina
7. proteina
8. LPS
9. porine.

## Generazioni di farmaci
Le cefalosporine utilizzate nella pratica clinica possono essere suddivise in cinque generazioni, che differiscono soprattutto per lo spettro d'azione antibatterico.
Passando dalla prima alla terza generazione, si assiste ad una relativa perdita di attività sulle specie Gram positive ed un incremento del potere biologico sulle specie Gram negative.
- Prima generazione: cefazolina, cefalexina, cefalotina, cefapirina, cefradina e cefadroxil

Attive contro molti cocchi gram-positivi, E. coli, Klebsiella pneumoniae, Proteus mirabilis. Sono inattivate dalle beta-lattamasi. Non sono attive su enterococchi o S. aureus meticillino-resistente.
- Seconda generazione: cefaclor, cefamandolo, cefuroxima, cefonicid, cefprozil, ceforanide e loracarbef; sono considerati appartenenti a questa classe anche composti dalla struttura simile quali cefmetazolo, cefoxitina e cefotetan.

In generale, le cefalosporine di seconda generazione presentano uno spettro d'azione simile a quelle di prima generazione, ma risultano più attive contro i batteri Gram-negativi (es. H. influenzae, Neisseria, Citrobacter diversus, enterobatteriacee). Maggiore resistenza alle beta-lattamasi.
- Terza generazione: cefotaxima, ceftriaxone, cefixima, ceftizoxima, cefoperazone, ceftazidima

Maggiore attività verso gli enterobatteri gram negativi, compresi quelli di origine nosocomiale, Haemophilus e Neisseria produttori di beta-lattamasi, Citrobacter, Serratia marcescens e Providencia. Alcuni di questi composti, in particolare ceftazidima e cefoperazone, sono attivi anche contro lo Pseudomonas aeruginosa. In genere, i composti più recenti sono meno suscettibili di inattivazione da parte di beta-lattamasi batteriche e maggiormente attivi nei confronti di alcuni batteri Gram-negativi. Una problematica associata all’utilizzo di questi composti è legata al fatto che questi sono induttori di beta-lattamasi cromosomiche di tipo I in batteri gram negativi.
- Quarta generazione: cefepima

Molto simile ai farmaci di terza generazione, dai quali però differisce per la maggiore resistenza all'idrolisi provocata dalle beta-lattamasi batteriche di origine plasmidica; ciò conferisce a questo gruppo una maggiore efficacia nel trattamento delle infezioni da Enterobacter, frequentemente produttore di beta-lattamasi cromosomiche, nonché nei confronti di Pseudomonas, Staphylococcus aureus, Streptoccus pneumoniae, Haemophilus e Neisseria. Rimane sensibile alle beta-lattamasi cromosomiche e alla Klebsiella pneumoniae resistente ai carbapenemi.
- Quinta generazione: ceftarolina, ceftobiprolo, ceftolozano

Ampio spettro di attività su ceppi di S. aureus meticillino-resistenti, S. pneumoniae, E. coli, E. faecalis. Da utilizzare solo nelle infezioni nosocomiali.

## Usi clinici
Le cefalosporine sono particolarmente utili nelle infezioni:
- Dell'apparato respiratorio superiore e inferiore
- Della pelle e dei tessuti molli collegati
- Del tratto urinario
- Delle ossa e delle articolazioni

## Effetti avversi
Le cefalosporine possono determinare reazioni di ipersensibilità, che si manifestano con quadri clinici di gravità variabile fino allo shock anafilattico. È importante considerare, in questi casi, la possibilità di allergia crociata con le penicilline, la cui frequenza varia tra il 5 e il 10%. Però è da ricordare che le cefalosporine danno in modo meno frequente reazioni di ipersensibilità e allergiche rispetto alle penicilline.
Talvolta è stata registrata la presenza di nausea lieve e temporanea, vomito e diarrea dovuti all'interferenza con la normale flora batterica.
In alcuni casi si verifica insorgenza di Rash cutaneo su pazienti allergici alle penicilline.
La tossicità delle cefalosporine può manifestarsi a livello renale (in particolare interstiziale e tubulare); tale effetto avverso era particolarmente frequente per la cefaloridina, oggi non più utilizzata.
Alcune cefalosporine possono inoltre provocare disturbi della coagulazione del sangue a causa di un gruppo metil-tiotetrazolico presente nella loro struttura: si tratta di farmaci come cefoperazone, cefamandolo, cefmetazolo, latamoxef e cefotetan. 
Lo stesso sottogruppo può essere responsabile di reazioni avverse (di tipo disulfiram-simile) se somministrato contemporaneamente ad alcol.
Infine, le cefalosporine di seconda e terza generazione, più attive verso i batteri Gram-negativi, possono teoricamente favorire le superinfezioni da parte di batteri Gram-positivi.